# Günter Czuch
Günter Czuch (* 30. August 1944) ist ein deutscher ehemaliger Fußballspieler. 1969 bestritt er für die Betriebssportgemeinschaft BSG Chemie Leipzig ein Spiel in der DDR-Oberliga, der höchsten Liga im DDR-Fußball. Später war er nur in der zweitklassigen DDR-Liga aktiv. 

## Sportliche Laufbahn
Czuchs Oberligaspiel wurde in der Saison 1968/69 ausgetragen. Am vorletzten Spieltag wurde er in der Begegnung FC Rot-Weiß Erfurt – Chemie Leipzig (1:1) für den etatmäßigen Mittelfeldspieler Manfred Richter in der 78. Minute eingewechselt. 
Zur Saison 1969/70 wechselte Czuch in die drittklassige Bezirksliga zur Betriebssportgemeinschaft Aufbau Schwedt. Dort blieb er vier Jahre lang in der Drittklassigkeit, ehe Czuch 1973 mit der BSG Aufbau der Aufstieg in die DDR-Liga gelang. Er eroberte sich 1973/74 sofort einen Stammplatz als Abwehrspieler und verpasste von den 22 Ligaspielen nur eine Begegnung. 
Nach seinem DDR-Liga-Debüt tauchte er zur Saison 1974/75 beim DDR-Ligisten Chemie Böhlen auf. In der Saisonvorschau wurde Czuch als Mittelfeldspieler angekündigt, tatsächlich wurde er nur in den ersten fünf Punktspielen als Stürmer eingesetzt und erzielte aber auch zwei Tore. Danach verschwand er aus dem Kader. 
Er fiel zurück in die viertklassige Leipziger Bezirksklasse, in der er bis 1977 für die BSG Stahl Nordwest spielte. 1977 verhalf er der Mannschaft zum Aufstieg in die Bezirksliga und 1978 in die DDR-Liga. In seiner dritten  DDR-Liga-Spielzeit war Czuch nur noch Ersatzspieler, bei den 15 absolvierten Punktspielen stand er nur achtmal in der Startelf. Mit sechs Treffern wurde er jedoch zum zweitbesten Torschützen der Mannschaft. Diese war nicht in der Lage, die Klasse zu halten und war 1979/80 wieder in der Bezirksliga vertreten. Mit Günter Czuch gelang der sofortige Wiederaufstieg, anschließend beendete Czuch aber seine Laufbahn als Fußballer im Leistungsbereich. 